# Repubblica Socialista Federale di Jugoslavia
La Repubblica Socialista Federale di Jugoslavia (Socijalistička Federativna Republika Jugoslavija, SFRJ) era la forma istituzionale assunta dalla Jugoslavia dal 1945 al 1992, anno della sua dissoluzione a seguito delle guerre jugoslave: in ambito locale ci si riferisce anche come «Druga Jugoslavija» («Seconda Jugoslavia») o anche «Bivša Jugoslavija» («Ex Jugoslavia»).
Confinava a nord con l'Austria e l'Ungheria, ad est con la Romania e la Bulgaria, a sud con l'Albania e la Grecia e ad ovest con l'Italia e il Mare Adriatico. 
Durante la guerra fredda fu un importante membro dei Paesi non allineati.

## Storia
In Jugoslavia (Jugoslavija, Terra degli Slavi del sud, Југославија)  si parlavano varie lingue: il serbo-croato (includendo con questa denominazione la lingua parlata in Croazia, Serbia, Bosnia ed Erzegovina, Montenegro), lo sloveno, il macedone (lingua resa ufficiale nel 1945), l'ungherese (maggioritaria in gran parte della Voivodina e lungo le zone di confine con l'Ungheria di Serbia, Croazia e Slovenia), l'albanese nel Kosovo, l'italiano (Istria, Fiume, Dalmazia), oltre ad altri dialetti albanesi, turchi, slovacchi, rumeni (Istrorumeno) e veneti.
La Jugoslavia era formata da diverse realtà storiche, culturali e religiose dei suoi singoli Stati federali. La Slovenia e la Croazia furono per lungo tempo parte dell'Impero austro-ungarico, sotto l'influenza della cultura occidentale cristiano-cattolica. La Serbia, Montenegro e Macedonia invece avevano subìto fin dopo il 1389, a seguito della disfatta di Kosovo Polje contro i turchi, la dominazione turca e appartenevano all'area orientale cristiano-ortodossa . La Bosnia era caratterizzata da una situazione ancora più complessa: avendo subìto varie dominazioni che avevano fatto sì che all'interno di questo Stato si ritrovassero serbi (ortodossi), croati (cattolici), bosgnacchi (musulmani) e una piccola comunità ebraica sefardita, reduce di quelle comunità ebraiche che dopo la reconquista spagnola, dovettero abbandonare la Spagna e trovarono rifugio in diverse parti del mondo e nei Balcani in Bosnia ed Erzegovina caratterizzata dalla multietnicità e multiculturalità. In essa, da sempre convissero almeno quattro religioni (cattolica, ortodossa, musulmana ed ebraica) e quattro alfabeti (latino, cirillico, arabo ed ebraico).
La Jugoslavia non fece parte del Patto di Varsavia e attuò una forma particolare di socialismo fondato sull'autogestione dei lavoratori.
La Repubblica venne per la prima volta proclamata il 29 novembre 1943 come risultato della seconda riunione dell'AVNOJ, Consiglio Antifascista di Liberazione Popolare della Jugoslavia, tenutasi a Jajce in Bosnia-Erzegovina, in piena seconda guerra mondiale. Le pressioni degli Alleati portarono nel 1944 all'accordo Tito-Šubašić con le autorità in esilio del vecchio Regno di Jugoslavia, sulla base del quale ogni decisione sulla forma di Stato venne sospesa coniando il nome transitorio e neutro di Jugoslavia Democratica Federale (Demokratska Federativna Jugoslavija, DFJ) con il quale le autorità dell'AVNOJ si insediarono a Belgrado appena liberata dai partigiani dell'Esercito Popolare di Liberazione insieme alle truppe dell'Armata Rossa.
Al termine della guerra nel 1945, vennero indette elezioni influenzate dall'effettivo potere comunista sul paese, in seguito alle quali l'Assemblea costituente proclamò formalmente la Repubblica Federativa Popolare di Jugoslavia (Federativna Narodna Republika Jugoslavija, FNRJ), mentre fu nel 1963 che si arrivò al nome definitivo (Repubblica Socialista Federale di Jugoslavia - Socijalistička Federativna Republika Jugoslavija, SFRJ), in corrispondenza della nuova Costituzione in senso presidenzialista ed esplicitamente socialista.
Il suo primo Capo di Stato fu Ivan Ribar mentre il Maresciallo Tito divenne Primo Ministro, per essere poi eletto presidente nel 1953, carica che divenne a vita con la nuova Costituzione del 1974. 

Tito morì il 4 maggio del 1980 e si giunse alla Presidenza collettiva della SFRJ composta da un rappresentante di ogni Repubblica e Provincia Autonoma (otto membri).
Immediatamente conseguenti il decesso di Tito iniziarono a riemergere i nazionalismi, precedentemente controllati mediante una rigorosa politica di equilibrio fra i poteri attribuiti ai popoli di Jugoslavia nonché con la repressione. Dopo che quattro delle sei Repubbliche Socialiste dichiararono l'indipendenza tra il 1991 e il 1992, la Federazione si dissolse. 

Il 27 aprile 1992 nacque la Repubblica Federale di Jugoslavia, formata dalle due restanti repubbliche della Serbia e del Montenegro; a causa dell'opposizione delle altre repubbliche ex-jugoslave nonché delle Nazioni Unite a riconoscere lo stato come successore della precedente Jugoslavia, nel 2003 il paese cambiò nome in Unione Statale di Serbia e Montenegro.

Nel 2006 infine la Repubblica di Montenegro (1992-2006), dopo regolare referendum, proclamò la propria indipendenza e pose fine all' unione con la Serbia. 

Nel 2008 il Kosovo, già una provincia autonoma della Serbia, proclamò unilateralmente la sua indipendenza, sul cui riconoscimento vi è tuttora dissenso internazionale.
L'ultimo Primo Ministro (il Presidente del Consiglio esecutivo federale) della RSFJ fu Ante Marković, di nazionalità croata come il Capo della Presidenza Stjpe Mesić, che rimase in carica fino al dicembre 1991, giusto in tempo per vedere lo Stato jugoslavo disgregarsi, nonostante egli avesse cercato di attuare, invano, una politica che frenasse le secessioni.

## Eventi principali
1946: Prima costituzione.
1950: Legge sull'autogestione.
1953: Emendamenti costituzionali ("Legge costituzionale sui principi dell'ordinamento sociopolitico della RFPJ e sugli organi di governo federali").
1954: Milovan Đilas, uno dei quattro dirigenti del paese, viene arrestato per aver scritto una serie di articoli durissimi contro i dirigenti jugoslavi.
1956: prima riunione dei non allineati Tito-Nehru-Nasser a Brioni, una delle residenze del Maresciallo di Tito.
1963: nuova costituzione.
1968: primi moti nel Kosovo, dove la maggioranza della popolazione (circa il 70% degli abitanti all'inizio degli anni '70) era di etnia albanese, in larga parte di fede musulmana, e rivendicava la concessione di maggiori poteri e autonomia dal governo di Belgrado, non considerando sufficienti gli statuti concessi nel 1963.
1971: "primavera croata", che si lega ai movimenti studenteschi del 1968 ma con caratteri più nazionalistici; emendamenti costituzionali maggiori.
1974: nuova costituzione, si rafforza il federalismo, potenziati e allargati i diritti degli Albanesi in Kosovo.
1980: il 4 maggio muore Tito.
1981: ancora moti nel Kosovo, volti ad ampliare ulteriormente gli statuti di autonomia già concessi nel 1974.
1986: memorandum dell'accademia delle scienze di Belgrado secondo il quale ogni territorio della Jugoslavia ove fossero presenti dei serbi doveva essere considerato Serbia. Tale documento fu un punto cardine del nazionalismo serbo che avrebbe spinto le altre repubbliche alla secessione dallo stato jugoslavo.
1989: soppressione da parte del presidente serbo Slobodan Milošević dell'autonomia conferita da Tito a Kosovo e Voivodina.
1989: uscita delle delegazioni slovene (Lega dei Comunisti della Slovenia) e croate (Lega dei Comunisti di Croazia) dal XIV° Congresso (straordinario) della Lega dei Comunisti di Jugoslavia in seguito alla politica aggressiva condotta da Milosević e morte del partito unico.
1989: formazione del governo federale Marković; moti e scioperi in Kosovo; formazione in Croazia dell'Unione Democratica Croata («Hrvatska demokratska zajednica», HDZ), guidata da Franjo Tuđman anche se di fatto il pluripartitismo era ancora vietato.
1991: moti nazionalisti serbi a Belgrado che spingono l'esercito federale a scendere per le strade della capitale.

## Repubbliche socialiste e province autonome
Internamente lo Stato era diviso in sei repubbliche socialiste e due province autonome che facevano parte della Repubblica Socialista di Serbia. La capitale federale era Belgrado.
Con la costituzione del 1974, in seguito alle tensioni interne, dovute al nazionalismo dei croati e dei serbi, si previde il diritto per i "popoli costitutivi" (identificati con le Repubbliche) di staccarsi dalla Federazione. Tale diritto non era previsto per le minoranze (e di conseguenza per le province autonome).
| Nome                                 | Capitale                   | Bandiera                        | Stemma | Localizzazione |
| ------------------------------------ | -------------------------- | ------------------------------- | ------ | -------------- |
| 1. Bosnia ed Erzegovina              | Saraievo                   | Bosnia ed Erzegovina (bandiera) |        |                |
| 2. Croazia                           | Zagabria                   | Croazia (bandiera)              |        |                |
| 3. Macedonia                         | Skopje                     | Macedonia (bandiera)            |        |                |
| 4. Montenegro                        | Titograd*                  | Montenegro (bandiera)           |        |                |
| 5. Serbia** 5a. Kosovo 5b. Voivodina | Belgrado Pristina Novi Sad | Serbia (bandiera)               |        |                |
| 6. Slovenia                          | Lubiana                    | Slovenia (bandiera)             |        |                |

* Dopo la fine della Jugoslavia tornò a chiamarsi Podgorizza (Podgorica).

** La Serbia includeva le provincie autonome della Voivodina e di Cossovo e Metochia.

### I documenti della fondazione

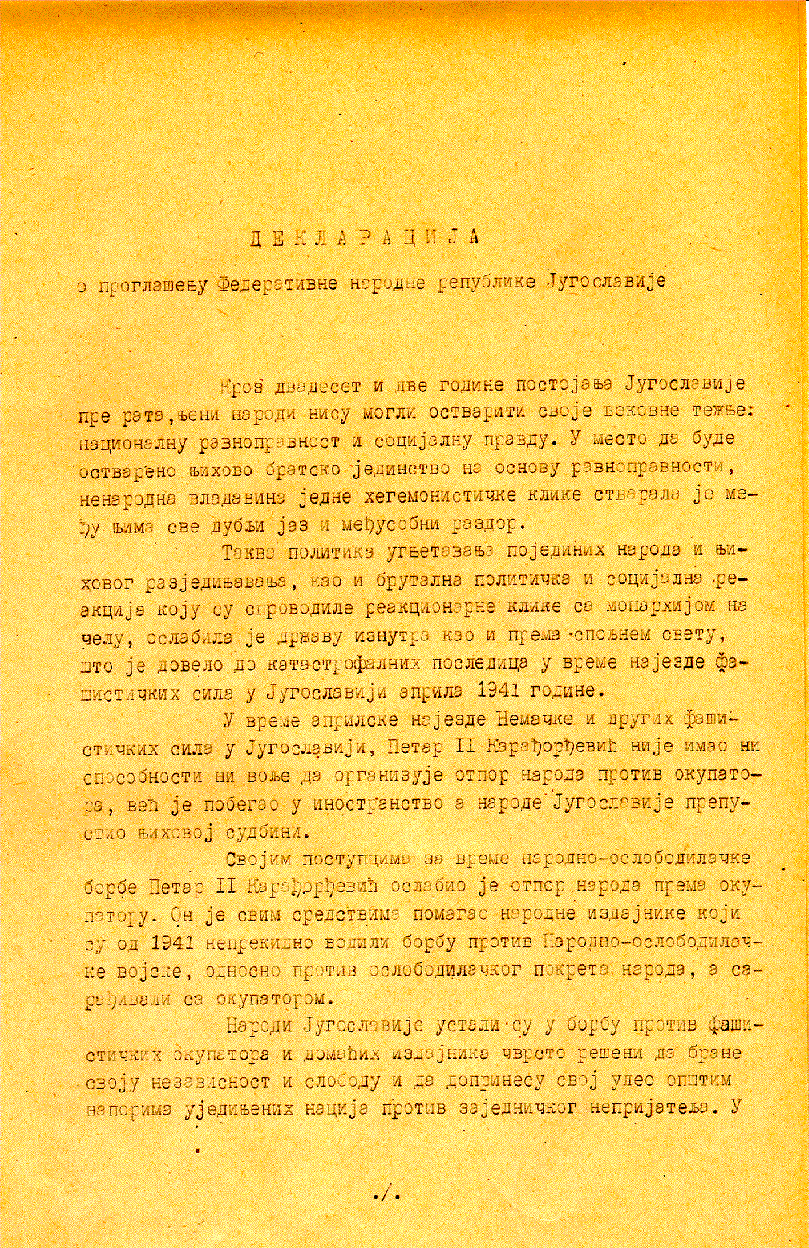
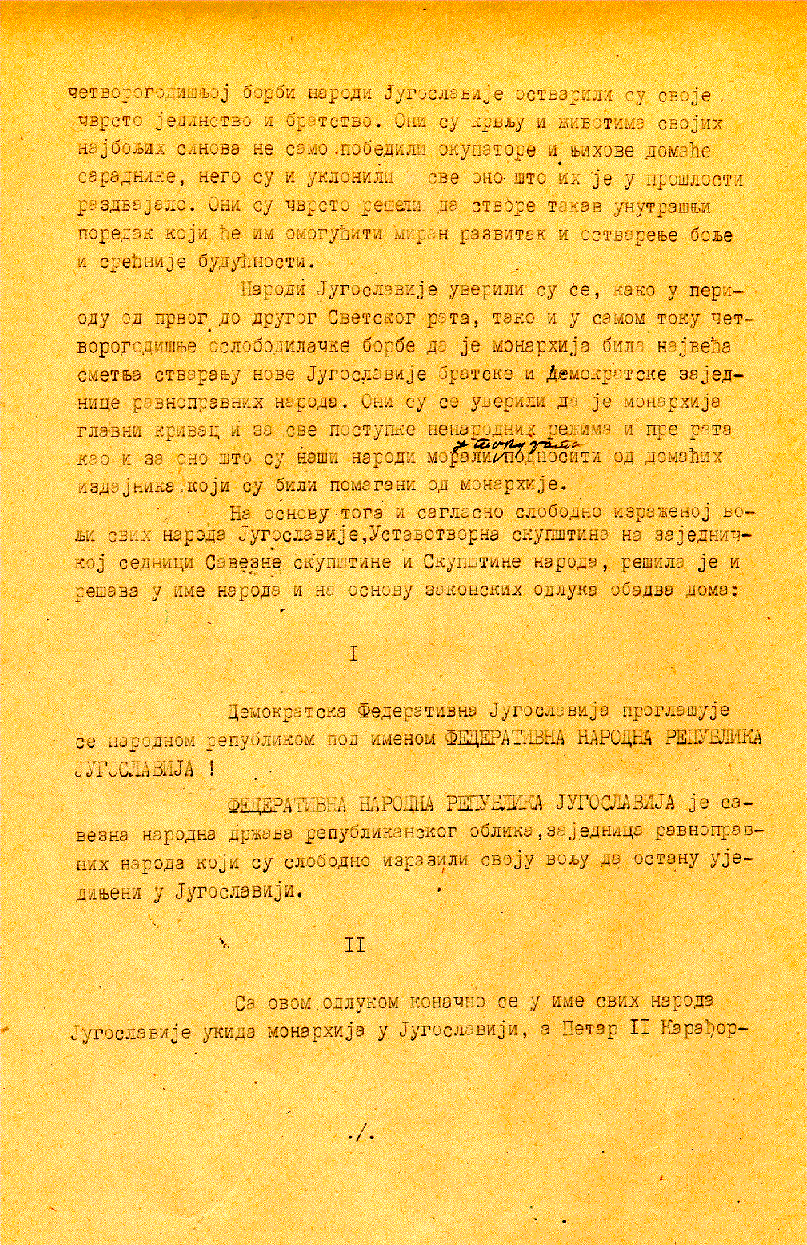
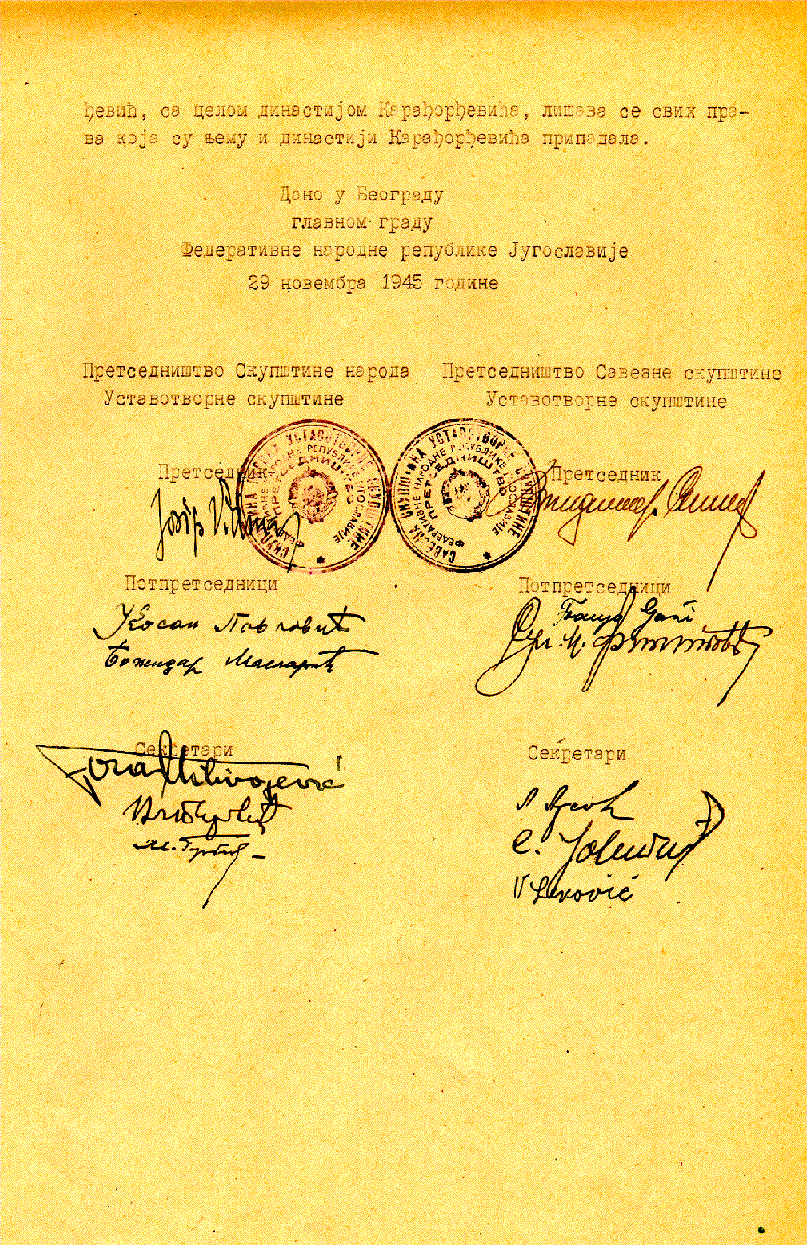

## Dissoluzione
Il 25 giugno 1991 dichiararono l'indipendenza la Slovenia, guidata dal leader del Partito Comunista Sloveno Milan Kučan, e la Croazia, guidata dal presidente dell'HDZ Franjo Tudjman, seguite dopo pochi mesi (l'8 settembre 1991) dalla Macedonia.
Il 5 aprile 1992 la Bosnia ed Erzegovina dichiarò la propria indipendenza a seguito di un referendum boicottato da gran parte della popolazione serba.
A quel punto le due Repubbliche Socialiste rimaste, la Serbia e il Montenegro, diedero vita il 27 aprile alla Repubblica Federale di Jugoslavia, mettendo fine all'esperienza socialista.
La Slovenia e la Croazia si sono riconosciute reciprocamente il 26 giugno 1991. Nonostante l'invito dei capi di Stato della CEE a non procedere ad un riconoscimento separato, la Lituania (30 luglio 1991), l'Ucraina (11 dicembre 1991) e la Lettonia (14 dicembre 1991) riconoscono la Croazia. L'Islanda (per voce del suo ministro degli esteri Jón Baldvin Hannibalsson), l'Estonia (31 dicembre 1991) e quindi la Città del Vaticano, l'Austria e la Germania procedono ad un riconoscimento unilaterale dei due nuovi Stati. Nel 1992 arriveranno i riconoscimenti della gran parte degli altri paesi del mondo.
Dal punto di vista del diritto internazionale, il riconoscimento della secessione venne giustificato con il principio wilsoniano di autodeterminazione dei popoli. Tale diritto venne applicato solo alle ex-repubbliche di Slovenia e Croazia, e non alle provincie di tali ex-repubbliche contrarie alla secessione: non ottennero mai il riconoscimento internazionale la Repubblica serba di Krajina o la Repubblica serba di Bosnia; ciò benché le frontiere interne della federazione fossero fissate da una Costituzione ormai non più in vigore.
La dissoluzione della Jugoslavia sfocerà nelle guerre jugoslave che porteranno alla morte di circa 250.000 persone e alla pulizia etnica nel paese con centinaia di migliaia di persone cacciate dalle proprie terre.

## Popolazione

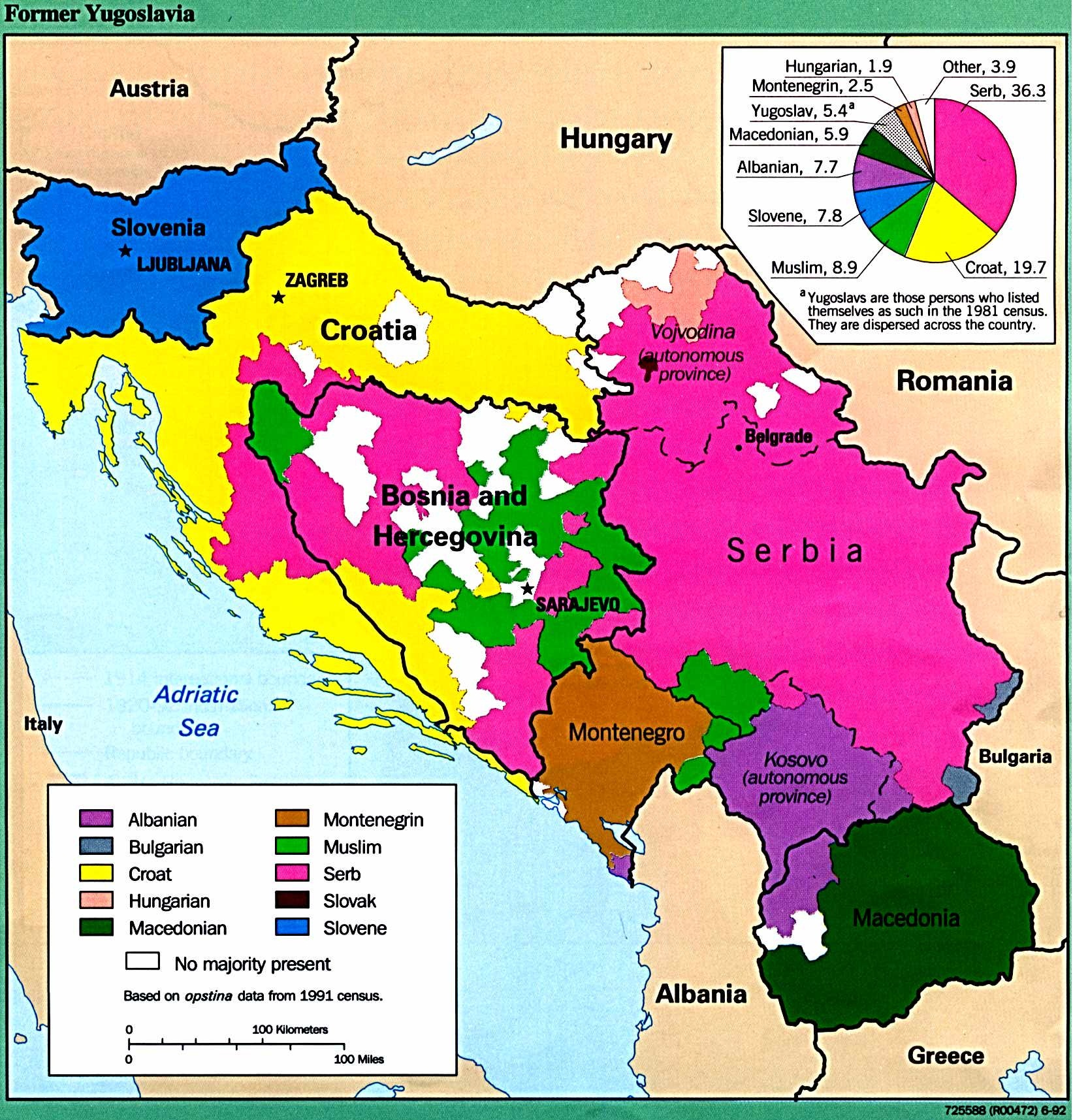
Mappa etnica della Jugoslavia nel 1991

Il territorio jugoslavo era caratterizzato da grande varietà etnica. Dopo la seconda guerra mondiale, il governo comunista riconobbe "nazioni" e "nazionalità": le prime includevano i popoli di origine slava costitutivi della nazione (bosgnacchi, croati, macedoni, montenegrini, serbi e sloveni), le seconde tutti gli altri gruppi etnici indistintamente fossero essi slavi (come bulgari e slovacchi) o non slavi (come albanesi, italiani e ungheresi); vi era poi un generico gruppo indicato come "jugoslavi" comprendente tutti coloro che, per una ragione o per l'altra, rifiutavano l'appartenenza a una certa nazione o nazionalità. In base alle nazioni la repubblica venne divisa in sei repubbliche federali (tra parentesi i gruppi etnici principali):
- Repubblica Socialista di Slovenia (sloveni, italiani, ungheresi)
- Repubblica Socialista di Croazia (croati, serbi, italiani)
- Repubblica Socialista di Bosnia ed Erzegovina (bosgnacchi, croati, serbi)
- Repubblica Socialista di Serbia (serbi, bosgnacchi)
  - Provincia Socialista Autonoma della Voivodina (serbi, ungheresi, romeni, croati)
  - Provincia Socialista Autonoma del Kosovo (albanesi, serbi)
- Repubblica Socialista di Montenegro (montenegrini, serbi)
- Repubblica Socialista di Macedonia (macedoni, albanesi)

| Repubblica/provincia | Popolazione 1991 | %     | Area (km²) | %     | Densità | Popolazione 2017 | %      |
| -------------------- | ---------------- | ----- | ---------- | ----- | ------- | ---------------- | ------ |
| Serbia Centrale      | 7,582,611        | 24.0% | 56,169     | 22.4% | 99.4    | 5,108,463        | 23.81% |
| Croazia              | 4,784,265        | 20.6% | 56,524     | 22.5% | 84.6    | 4,154,200        | 19.36% |
| Bosnia ed Erzegovina | 4,377,053        | 18.8% | 51,129     | 20.4% | 85.6    | 3,531,159c       | 16.46% |
| Macedonia            | 2,033,964        | 8.8%  | 25,713     | 10.3% | 79.1    | 2,103,721        | 9.80%  |
| Vojvodina            | 1,996,367        | 8.6%  | 21,506     | 8.6%  | 92.8    | 1,931,809 a      | 9.00%  |
| Kosovo               | 1,956,196        | 8.4%  | 10,686     | 4.3%  | 183.1   | 1,920,079        | 8.95%  |
| Slovenia             | 1,913,355        | 8.2%  | 20,246     | 8.1%  | 94.5    | 2,065,895        | 9.63%  |
| Montenegro           | 615,035          | 2.6%  | 13,810     | 5.5%  | 44.5    | 642,550          | 2.99%  |
| Jugoslavia           | 23,229,846       | 100%  | 250,790    | 100%  | 92.6    | 21,457,875       | 100%   |

a 2011 census

b Serbia proper+Vojvodina (no Kosovo)

c 2013 census

## Sicurezza
La tutela della pubblica sicurezza e dell'ordine pubblico erano affidati alla polizia federale che prendeva il nome di Milicija.
Le attività di controspionaggio e di repressione del dissenso erano svolte dalla Amministrazione per la sicurezza o di stato, comunemente conosciuta con l'acronimo di UDBA, nota per numerosi omicidi e sequestri di persona compiuti all'estero a danno degli oppositori dello Stato jugoslavo.

## Difesa
La particolare posizione sia geografica che politica della Jugoslavia spinse Tito a sviluppare fortemente le forze armate. La Jugoslavia era uno degli ultimi paesi della cortina di ferro, confinava con l'Italia che faceva parte della NATO. Allo stesso tempo non era ben vista dall'Unione Sovietica perché non faceva parte del Patto di Varsavia e mantenne sempre una politica distaccata dai vertici di Mosca. 

Nel 1948 Tito si rifiutò infatti apertamente di sottomettersi agli ordini di Stalin ritagliandosi così uno spazio di primo piano sulla scena politica internazionale. La Jugoslavia divenne così il solo Stato comunista in Europa a non sottostare al volere sovietico. Nel 1968, quando le truppe sovietiche invasero Praga e la tensione crebbe enormemente, si pensava che anche la Jugoslavia potesse essere invasa dai sovietici, così da piegarla al volere di Mosca. Tuttavia così non fu e in questo modo le forze armate della Jugoslavia divennero tra le più potenti d'Europa e del mondo, partecipando a diverse missioni internazionali per l'ONU.
Le forze armate jugoslave erano riunite nella Armata Popolare di Jugoslavia che si divideva in tre corpi:
- Esercito
- Marina
- Aeronautica
- Teritorijalna odbrana o Difesa territoriale

La summenzionata TO, consisteva in una milizia di riserva indipendente dalle altre forze, autonoma nell'addestramento e nell'organizzazione. La sua gestione e organizzazione, eran affidata alle singole repubbliche. Nata nel 1968, il suo compito era quello di difendere la repubblica federale di appartenenza da attacchi esterni con tattiche di guerriglia, ereditate dal movimento di resistenza partigiana.

## Cultura

### Letteratura
La letteratura delle lingue della Repubblica Socialista Federativa di Jugoslavia conobbe un periodo florido caratterizzato da grandi scrittori quali Danilo Kiš, Abdulah Sidran e Izet Sarajlić. Fondamentali sono i contributi alla letteratura europea di Miroslav Krleža, Predrag Matvejević e di Ivo Andrić, insignito del Nobel per la letteratura.

### Musica
Dal punto di vista musicale la Jugoslavia rappresenta un caso interessante poiché, a differenza dei paesi della cortina di ferro, limitati nell'espressività artistica dalle restrizioni sovietiche, fu l'unico paese a subire le influenze del rock; a partire dagli anni '60 si svilupparono diversi gruppi rock dando vita al cosiddetto rock jugoslavo, apprezzato anche in occidente. Tra i gruppi più famosi si ricordano Yu grupa, OKO, Divlje Jagode, Zabranjeno Pušenje, Bijelo Dugme.